# Geschichtspark Phu Phrabat
Phu Phrabat (Thai: อุทยานประวัติศาสตร์ภูพระบาท, englisch: Phu Phrabat Historical Park) ist ein Geschichtspark in Thailand, er liegt in der Nähe der Gemeinde Ban Phue (บันผือ), etwa 50 Kilometer nordwestlich von Udon Thani und etwa 50 Kilometer südwestlich von Nong Khai in einer für die Region durchaus untypischen Landschaft. Hier erhebt sich aus der ansonsten von Landwirtschaft (Reis- und Gemüseanbau sowie Viehzucht) geprägten und durchwegs flachen Hochebene des Isaan eine tafelförmige Anhöhe, die von weitem sichtbar ist, obgleich sie nur um die 120–160 Höhenmeter aufragt (die Höhe über dem Meeresspiegel beträgt etwa 320–350 Meter). Während sie von Süden her markant ansteigt, endet sie im Norden vorwiegend in steil bis senkrecht abfallenden Felswänden und -klippen. Von hier aus hat man einen hervorragenden Blick in die Ebene des Mekong, und – bei gutem Wetter – sogar bis weit hinein nach Laos.
Auf der dicht bewaldeten tafelförmigen Anhöhe finden sich durch eiszeitliche Erosion zerborstene und ausgekehlte riesige Sandsteinblöcke, bizarre Felsformationen, wie man sie ähnlich auch im Naturpark Sao Chaliang in Pha Taem in Ubon Ratchathani findet. Aber auch die Flora ist hier außergewöhnlich reich und es finden sich hier Pflanzen wie Ormosia, Pterocarpus, Shorea und Rosenhölzer. Die Anhöhe ist außerdem das Quellgebiet von zahlreichen Bachläufen, die nach Norden und Osten dem Mekong zufließen. 

## Historischer Park
In mehreren Grotten oder Nischen unter ausgekehlten oder überhängenden Felsen finden sich Felszeichnungen, die in roter Farbe ausgeführt sind und unter anderem Menschen (Jäger) und Tiere – in der sogenannten Höhle der Menschen (ถ้ำคน – Tham Khon) und der Höhle der (roten) Rinder (ถ้ำวัวแดง – Tham Wua (Daeng)) – darstellen. Sie dürften in eine Zeit um 5.000–6.000 v. Chr. (anderen Quellen zufolge um 1.000–3.000 v. Chr.) zu datieren sein und belegen nicht nur die sehr frühe Besiedlung der Region, sondern auch die Nutzung der Anhöhe und ihrer Felsformationen für kultische und rituelle Zwecke. Die Felsen und ihre Aushöhlungen boten der nicht sesshaften Bevölkerung Unterschlupf und räumliche wie transzendente Orientierung. Für die gleiche Epoche wurde übrigens eine frühe bronzezeitliche Besiedlung im nahe gelegenen Ban Chiang nachgewiesen.
Einige Felswände wurden in späterer Zeit – in der Dvaravati- und Lop-Buri-Epoche – mit Flachreliefs von sitzenden und stehenden Buddhas versehen. Vermutlich dienten sie als klösterliche Einsiedeleien. Ab dem 9. Jahrhundert sollen sich Khmer-Völker hier niedergelassen haben. Zu buddhistischen und hinduistischen Ritualen wurden einige der Felsen kreisförmig mit Sandstein-Stelen umstellt, in welche Buddhabilder eingemeißelt sind. Unter etlichen der Felsen sind in neuerer Zeit Buddhafiguren und andere Glücksbringer aufgestellt worden.
Die örtliche Bevölkerung der Neuzeit brachte die Felsformationen mit einer regionalen folkloristischen Überlieferung in Verbindung und bezeichnete die einzelnen Objekte mit entsprechenden Namen. Man bezog die sagenhafte Legende von Nang Usa und Thao Barot (นางอุสา-ท้าวบารส) auf dieses Gebiet, und so tragen die Felsen Namen wie Ho Nang Usa (หอนางอุสา), Wat Phota (วัดพ่อตา), Wat Luk Koei (วัดลูกเขย – Wat meint Tempel), Khok-Ma Thao Barot (คอกม้าท้าวบารส) oder Tham Ruesi (tham bedeutet Höhle und ruesi Eremit; also Eremitenhöhle). Natürlich hat diese Zuweisung in Wirklichkeit nichts mit den Felsformationen zu schaffen, aber sie ist inzwischen fest in der Vorstellung der Bevölkerung verwurzelt. Der charakteristische Felsen mit dem Namen Hoh Nang Ussa wird als Wahrzeichen der Provinz Udon Thani verwendet und als Postkartenmotiv sowie als miniaturisierte Nachbildung zum Souvenir angeboten.
Die Legende dreht sich um einen König (Phaya Kong Phan), seine sagenhaft schöne Tochter (Nang Usa), einen Einsiedler (Ruesi Chantra) und den verliebten Prinzen eines anderen Königreichs (Thao Barot). Die markante Felsformation – ein pilzförmige Figur, unter deren massivem steinernen Dach sich ein kleiner nischenartiger Schrein befindet, – soll den Turm darstellen, in welchen die schöne Prinzessin von ihrem vorsorglichen Vater verbannt wurde.
Ab 1972 wurden die archäologischen Stätten erforscht und dokumentiert. Man verzeichnet insgesamt 68 prähistorische Strukturen, 45 Felszeichnungen (von denen – wegen ihrer Größe und leichten Zugänglichkeit – aber nur die zwei oben erwähnten dem gewöhnlichen Besucher auffallen), und 23 Sandstein-Stelen, die in neun Gruppen aufgeteilt wurden. 
Der Phu Phrabat Historical Park wurde offiziell mit der Veröffentlichung in der Royal Gazette Nr. 98, Abschnitt 63 vom 28. April 1981 eingerichtet. Für die Öffentlichkeit zugänglich wurde er 1989. Auf einem schön angelegten Rundweg kommt man zu allen wichtigen Felsen und zu mehreren Aussichtspunkten. Am 26. Juni 1992 wurde der Park von Prinzessin Maha Chakri Sirindhorn offiziell eröffnet. 2004 wurde der historische Park zusammen mit dem 1996 eingerichteten Waldpark von der UNESCO auf die Liste der als Weltkulturerbe vorgesehenen Orte eingetragen.

## Tempelanlagen
Auf einer Lichtung der ansonsten dicht bewaldeten Anhöhe befindet sich die weitläufige Tempelanlage des Wat Phra Phutthabat Bua Bok (Thai: วัดพระพุทธบาทบัวบก). Hier finden sich – angesiedelt zwischen den auch hier überall vorhandenen Felsformationen – ein großer und mehrere kleine Chedis sowie ein Prang, der – in verkleinertem Format und auch weniger aufwändig verziert und vergoldet – dem bedeutenden Wat Phra That Phanom in Nakhon Phanom nachgebildet ist. Wegen des im hiesigen Wat befindlichen Fußabdrucks Buddhas ist der Tempel eine bedeutende religiöse Pilgerstätte im Norden des Isaan. In der Nähe dieses großen Prang, der zwar reich verziert ist, aber Witterungseinflüssen zufolge seine weiß-goldene Farbigkeit verloren hat, findet sich auch eine knapp zehn Meter hohe exakte Replik des Wat Phra That Phanom (siehe die Abb.).
Etwas weiter südlich dieser Anlage findet sich noch ein zweiter Tempel, der weniger bedeutende Wat Phra Phuttabat Bua Baan (วัดพระพุทธบาทบัวบาน).

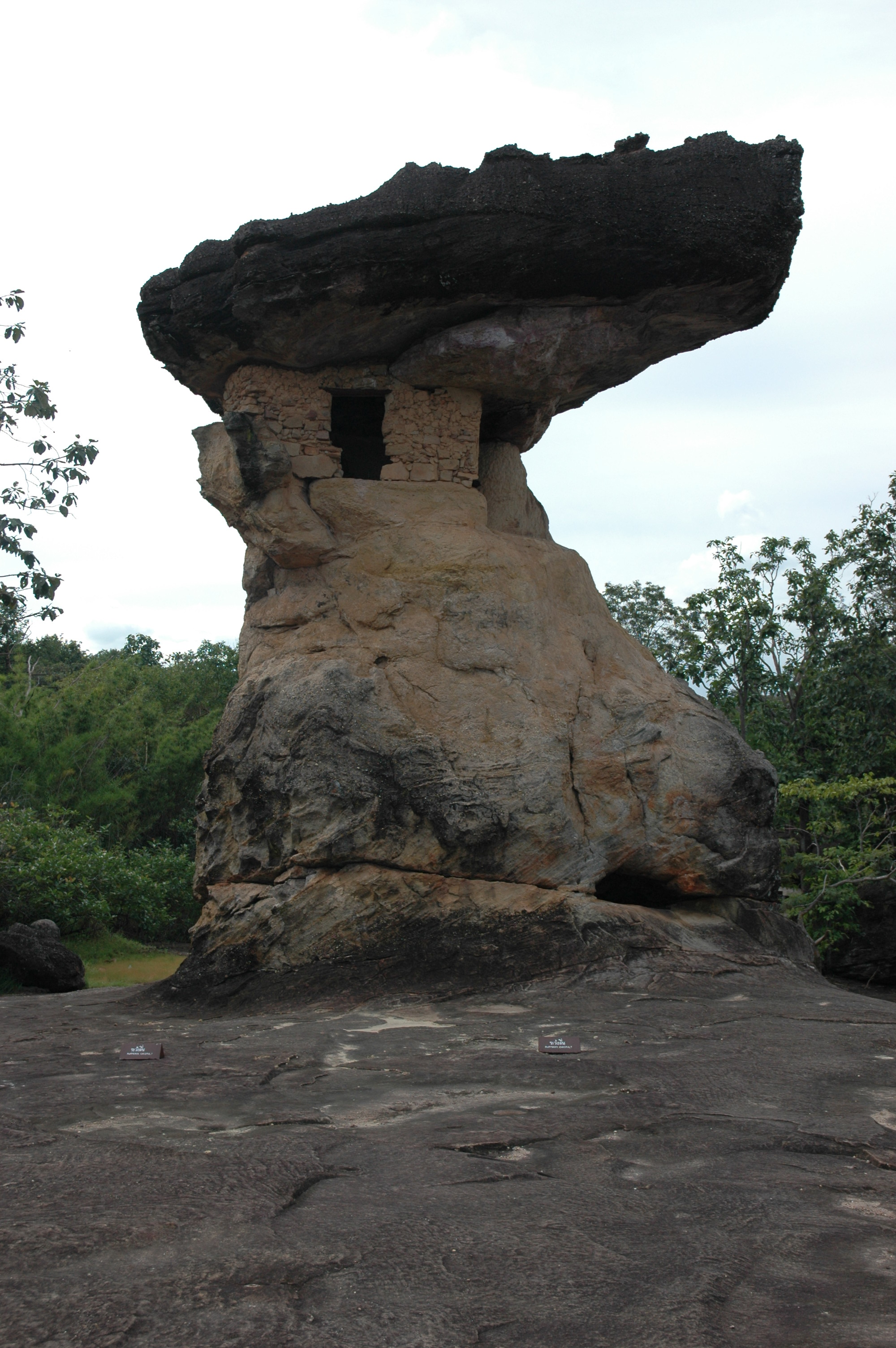
Hoh Nang Ussa
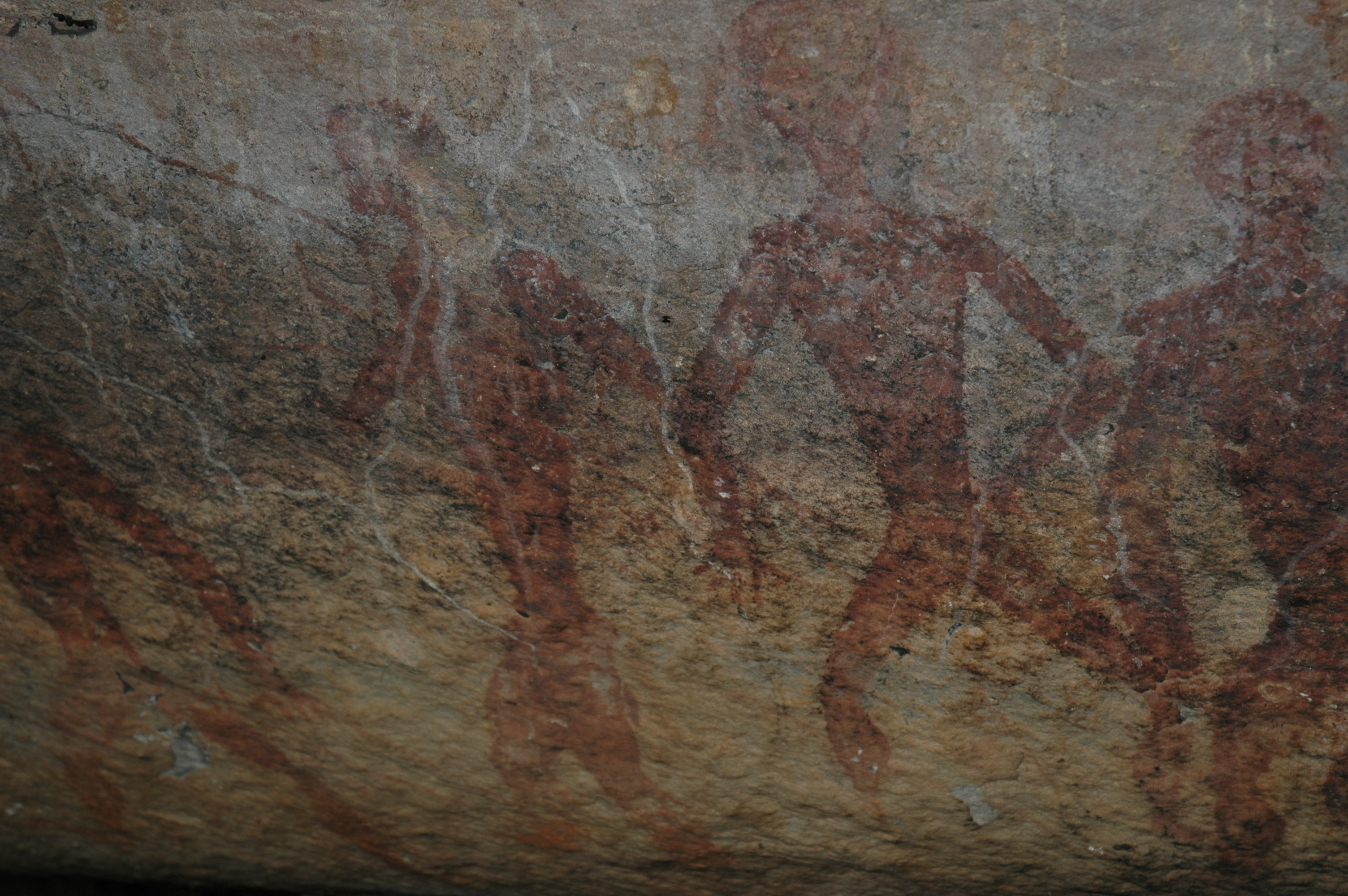
Tham Khon, Felszeichnungen in der Höhle der Menschen
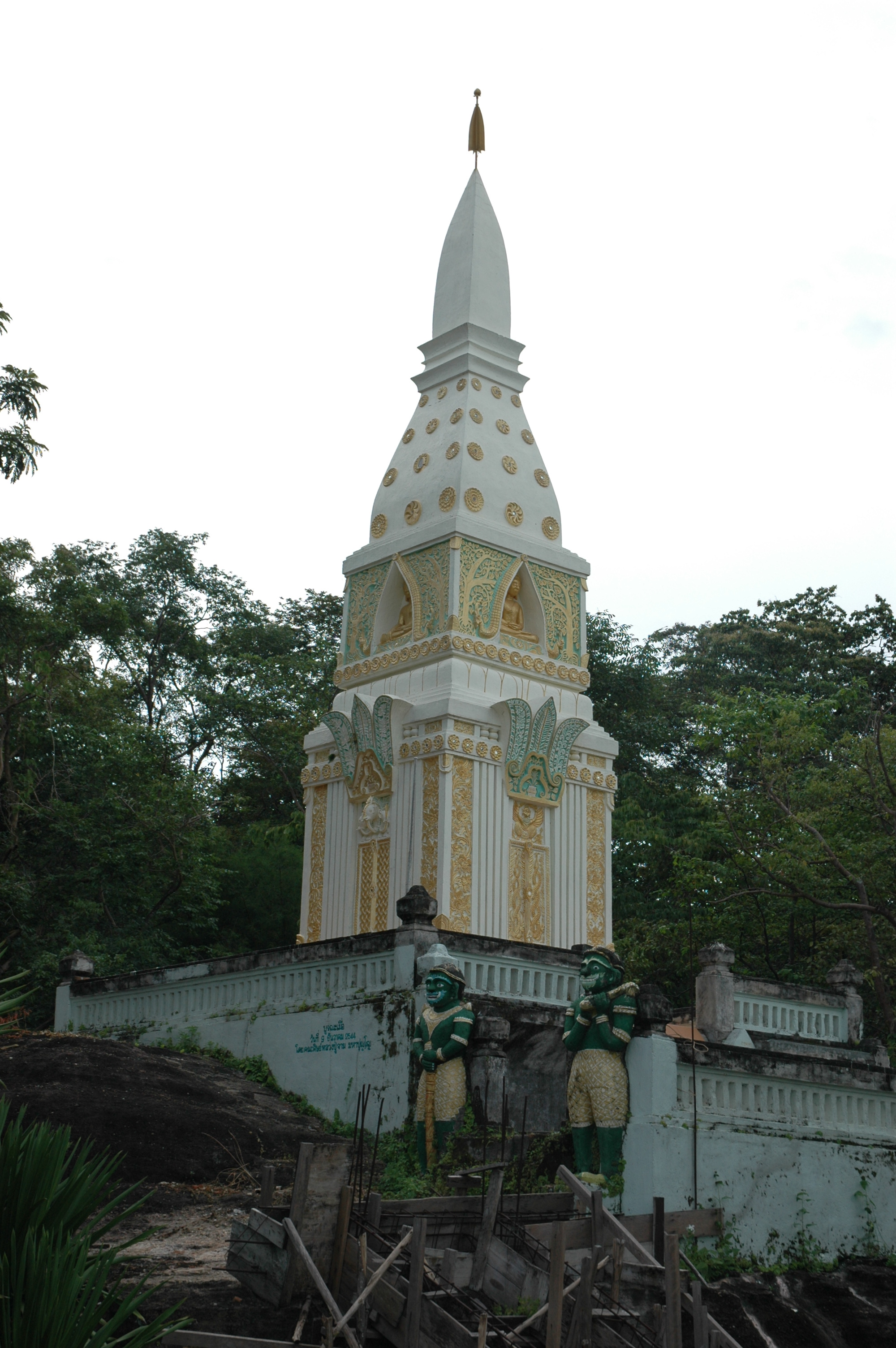
Replik von That Phanom im Wat Phra Putthabat Bua Bok